# Saint-Jean-sur-Mayenne
Saint-Jean-sur-Mayenne ist eine französische Gemeinde mit 1.689 Einwohnern (Stand: 1. Januar 2022) im Département Mayenne in der Region Pays de la Loire; sie gehört zum Arrondissement Laval und zum Kanton Saint-Berthevin. Die Einwohner werden Saint-Jeannais und Saint-Jeannaises genannt.

## Geographie
Saint-Jean-sur-Mayenne liegt etwa sechs Kilometer nördlich von Laval an der Mayenne, in die hier die Ernée mündet. Umgeben wird Saint-Jean-sur-Mayenne von den Nachbargemeinden Andouillé im Norden und Nordwesten, Montflours im Norden und Nordosten, Sacé im Nordosten, Louverné im Osten, Changé im Süden sowie Saint-Germain-le-Fouilloux im Westen.

## Bevölkerungsentwicklung
| Jahr                       | 1962 | 1968 | 1975 | 1982 | 1990 | 1999 | 2006 | 2019 |
| Einwohner                  | 613  | 611  | 761  | 978  | 1158 | 1196 | 1365 | 1662 |
| Quellen: Cassini und INSEE |      |      |      |      |      |      |      |      |

## Sehenswürdigkeiten
- Gallorömisches Oppidum bei Le Château-Meignan, seit 1984 in Teilen als Monument historique klassifiziert, in anderen Teilen seit 1984 eingeschrieben
- Kirche Saint-Jean-Baptiste aus dem 19. Jahrhundert
- Kapelle Saint-Trèche aus dem 19. Jahrhundert
- Schloss La Chaussonière aus dem 19. Jahrhundert
- Schloss La Girardière aus dem 19. Jahrhundert
- Schloss Gondin aus dem 19. Jahrhundert

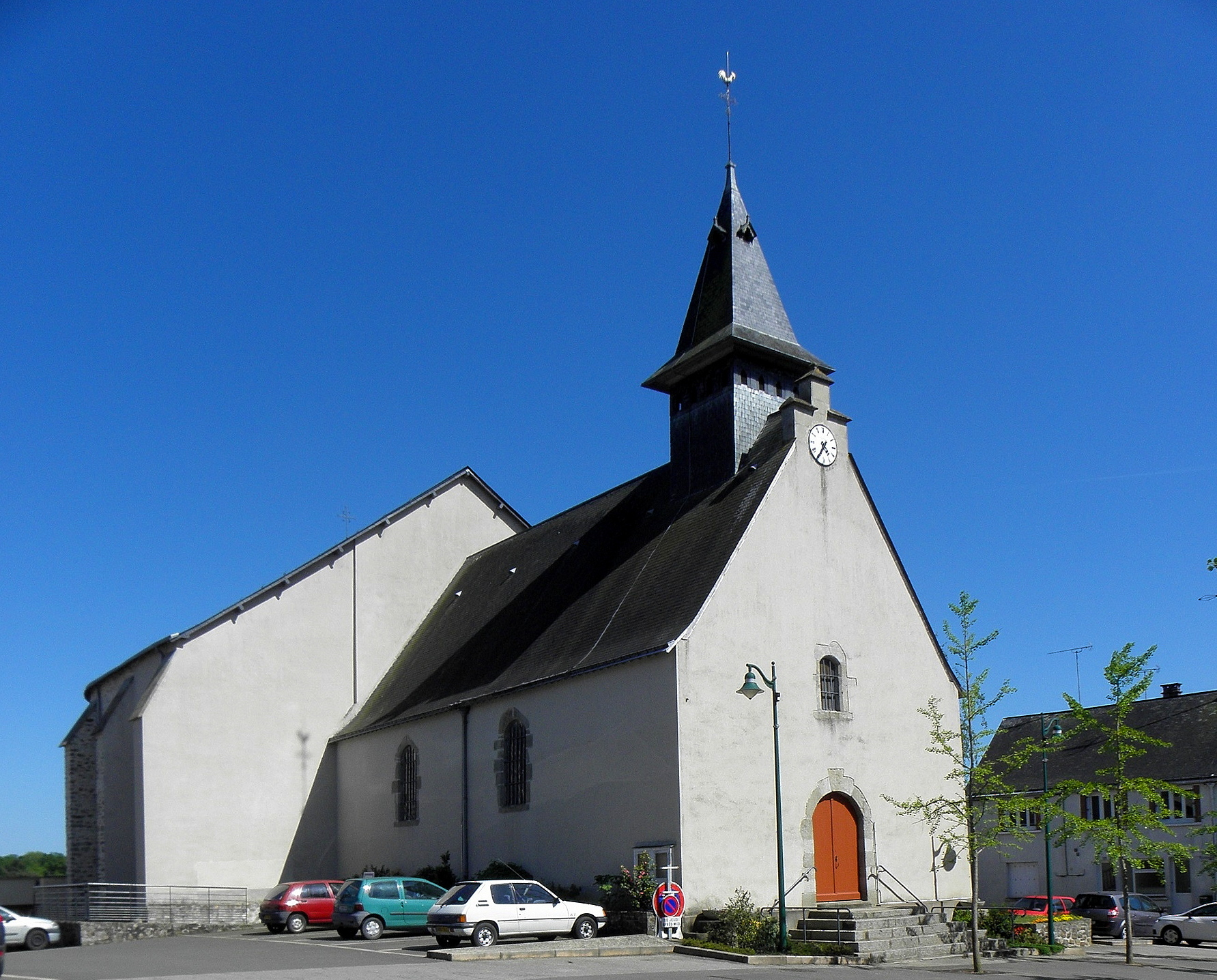
Kirche Saint-Jean-Baptiste

- Schloss Orange